# Sukinako ga Megane wo Wasureta
Sukinako ga Megane wo Wasureta (好きな子がめがねを忘れた?), conocida como The Girl I Like Forgot Her Glasses en inglés o La chica que me gusta olvidó sus gafas en países hispanófonos, es una serie de manga japonés escrito e ilustrado por Koume Fujichika. La serie se publicó por primera vez en la cuenta de Twitter del autor en abril de 2018 antes de ser serializada en la revista Gekkan Gangan Joker de Square Enix en noviembre de ese mismo año. Sus capítulos han sido recopilados en doce volúmenes tankōbon hasta el momento.

## Argumento
Mie Ai siempre ha llamado la atención del chico que se sienta a su lado, Komura Kaede, por su monada y lo único que quiere Kaede es que Ai le mire con los ojos preciosos que lleva bajo sus gafas. Unos días después, Kaede se entera de que Ai tiene un serio problema a la vista que le dificulta bastante ver sin sus anteojos, sumado a ello, Ai tiende a olvidarlos constantemente, lo que le dificulta sus tareas escolares cotidianas. Sin embargo, Kaede siempre está dispuesto a ayudarla.

## Personajes
Kaede Komura (小村 楓 Komura Kaede?)
 Seiyū: Masahiro Itō
Komura es un chico de secundaria tímido y bondadoso. Ha estado enamorado de Mie desde los primeros días de escuela, pero debido a su miedo a ser rechazado, le resulta difícil confesarle su amor. Le encanta jugar juegos, especialmente los de la sala de juegos. Mie describe a Komura como amable y servicial como su padre. Aparentemente, conoció a Mie, su futuro amor platónico, cuando ambos tenían 8 años, en una heladería.
Ai Mie (三重 あい Mie Ai?)
 Seiyū: Shion Wakayama
Mie es una chica distraída de secundaria que siempre olvida sus anteojos. Puede arreglárselas para llegar a la escuela sin sus anteojos gracias a que su casa está cerca. A veces habla como una guerrera que su padre le ha transmitido. Le encanta visitar el acuario y aprender sobre las criaturas marinas. Cada vez que Mie olvida sus anteojos, pierde la percepción de la distancia, por lo que tiende a acercarse a Komura para poder ver su rostro con claridad, provocando que este se sonroje.
Ren Azuma (連 東 Azuma Ren?)
 Seiyū: Ryōhei Kimura
Narumi Someya (染谷 成海 Someya Narumi?)
 Seiyū: Shino Shimoji
Tomo Yasaka (八坂 智 Yasaka Tomo?)
 Seiyū: Yūsuke Kobayashi
Asuka Kawato (川戸 あすか Kawato Asuka?)
 Seiyū: Aya Uchida
Yuika Hibuchi (火渕 結衣花 Hibuchi Yuika?)
 Seiyū: Saki Miyashita
Tokita (時田 Tokita?)
 Seiyū: Kentarō Tone
Ise (伊勢 Ise?)
Maho Tōyama (遠山 まほ Tōyama Maho?)
 Seiyū: Minori Suzuki

## Contenido de la obra

### Manga
Sukinako ga Megane wo Wasureta está escrito e ilustrado por Koume Fujichika. Fujichika lanzó inicialmente la serie como un webcomic en la cuenta de Twitter del autor en 2018. Posteriormente, comenzó su serialización en la revista Gekkan Gangan Joker de Square Enix el 22 de noviembre de 2018 Square Enix ha recopilado sus capítulos individuales en volúmenes tankōbon. El primer volumen se publicó el 22 de febrero de 2019, y hasta el momento se han lanzado doce volúmenes. La serie cuenta con la licencia digital en inglés de Comikey.
| Volúmenes de manga publicados | Volúmenes de manga publicados | Volúmenes de manga publicados                                                      |
| Número                        | Fecha de publicación          | ISBN                                                                               |
| ----------------------------- | ----------------------------- | ---------------------------------------------------------------------------------- |
| 1                             | 22 de febrero de 2019         | ISBN 978-4-7575-6026-0                                                             |
| 2                             | 22 de junio de 2019           | ISBN 978-4-7575-6169-4                                                             |
| 3                             | 22 de noviembre de 2019       | ISBN 978-4-7575-6395-7                                                             |
| 4                             | 22 de febrero de 2020         | ISBN 978-4-7575-6531-9                                                             |
| 5                             | 22 de mayo de 2020            | ISBN 978-4-7575-6668-2                                                             |
| 6                             | 22 de octubre de 2020         | ISBN 978-4-7575-6911-9                                                             |
| 7                             | 22 de abril de 2021           | ISBN 978-4-7575-7208-9                                                             |
| 8                             | 21 de octubre de 2021         | ISBN 978-4-7575-7502-8 (edición regular) ISBN 978-4-7575-7503-5 (edición especial) |
| 9                             | 22 de junio de 2022           | ISBN 978-4-7575-7973-6 (edición regular) ISBN 978-4-7575-7974-3 (edición especial) |
| 10                            | 20 de enero de 2023           | ISBN 978-4-7575-8351-1                                                             |
| 11                            | 22 de julio de 2023           | ISBN 978-4-7575-8677-2 (edición regular) ISBN 978-4-7575-8678-9 (edición especial) |
| 12                            | 20 de junio de 2024           | ISBN 978-4-7575-9167-7 (edición regular) ISBN 978-4-7575-9168-4 (edición especial) |

### Anime
El 13 de enero de 2023 se anunció una adaptación de la serie a anime. Está producida por GoHands y dirigida por Katsumasa Yokomine, con la dirección principal de Susumu Kudo, guiones escritos por Tamazo Yanagi, diseños de personajes de Takayuki Uchida y música compuesta por Jimmy Thumb P. La serie se estrenó el 4 de julio de 2023 en Tokyo MX y otras redes. El tema de apertura, "Name", será interpretado por Tsuzuri, mientras que el tema de cierre, "Megane Go Round", fue interpretado por Masayoshi Ōishi junto con Masahiro Itō y Shion Wakayama como "Masayoshi ga Megane wo Wasureta". Crunchyroll obtuvo la licencia de la serie fuera de Asia.